# Розналевич Юрій Анатолійович
Ю́рій Анато́лійович Рознале́вич (6 серпня 1988 — 19 січня 2015) — солдат 80-ї окремої десантно-штурмової бригади Збройних сил України, учасник російсько-української війни.

## Життєвий шлях
Юрій народився 6 серпня 1988 року в м. Києві.
З 1995 по 2005 рік навчався у спеціалізованій школі № 304 м. Києва.
З 2005 по 2009 рік навчався в Київському міжнародному університеті на факультеті журналістики.
У 2009 році Юрій добровільно пішов на строкову військову службу до 26-ї Бердичівської артилерійської бригади (в/ч А-3091). Під час проходження служби був старшим навідником 2-го вогневого взводу 4-ї гаубичної самохідно-артилерійської батареї 2-го гаубичного самохідного артилерійського дивізіону.
Брав участь у Революції Гідності.
Бувши російськомовним, принципово почав розмовляти лише українською мовою.
Працював тренером та інструктором у спортивному клубі.
У часі війни 9 серпня 2014-го був добровільно мобілізований — в 80-ту окрему десантно-штурмову бригаду. Після двотижневої підготовки на Яворівському полігоні 29 серпня 2014 року разом з 2-м батальйоном 80-ї ОДШБр прибув у зону бойових дій (село Перемога Луганської області) у складі 2-ї гаубичної батареї, артилерійського дивізіону.
У період з вересня по грудень 2014 року був відряджений для виконання бойових завдань в окрему розвідувальну роту 92 ОМБр.
Брав участь в обороні Луганської ТЕЦ, боях за селище Станиця Луганська та місто Щастя в Луганській області.
13 січня 2015 року по дорозі зі Станиці Луганської в с. Тепле на відносно спокійній ділянці на фугасі підірвався «Урал» 92-ї бригади. Юрій дістав важкі поранення, несумісні з життям. 6 днів він провів на штучному життєзабезпеченні в реанімаційному відділенні Харківського військового госпіталю.
Помер 19 січня 2015 року, не вийшовши з непритомного стану.
Похований 23 січня 2015-го в місті Київ, на Берковецькому цвинтарі, діл. № 86, р. 22.

## Нагороди
- У 2010 році нагороджений медаллю учасника параду військ з нагоди 65-ї річниці Перемоги у Великій Вітчизняній війні.
- Нагороджений орденом за оборону Євромайдану 2013—2014 років.
- Указом Президента України № 282/2015 від 23 травня 2015 року, «за особисту мужність і високий професіоналізм, виявлені у захисті державного суверенітету та територіальної цілісності України, вірність військовій присязі», нагороджений орденом «За мужність» III ступеня (посмертно)[1].
- Нагороджений пам'ятним нагрудним знаком м. Києва «Герой Киянин» (посмертно).
- Нагороджений почесною відзнакою «Командира 80 ОДШБр» (посмертно).

## Пам'ять
- 11 травня 2016 року відкрито меморіальну дошку Юрію Розналевичу, встановлену на будівлі Київської спеціалізованої школи № 304 на вулиці Академіка Єфремова, 21а.[2]
- Вшановується в меморіальному комплексі «Зала пам'яті», в щоденному ранковому церемоніалі 19 січня[3][4].